# Спарре, Шарлотта
Шарлотта Спарре (швед. Charlotta "Lotta" Fredrika Sparre; 1719—1795) — шведская графиня, фрейлина, придворная дама.

## Биография
Родилась в 1719 году. Была дочерью барона Фредрика Спарре и его жены Вирджинии Кристины (Virginia Christina).
Красота Шарлотты сделала её известной в королевском французском дворе в Версале, где она находилась в 1739—1742 годах со своей родственницей Уллой Спарре, женой Карла Тессина. Вместе с ними она посетила и Берлин, где в Шарлотту влюбился принц Август Вильгельм. Во время своего пребывания в Париже Спарре училась танцам у Мари Салле, впоследствии передав свой талант дочерям, которые танцевали в любительском театре короля Густава III.

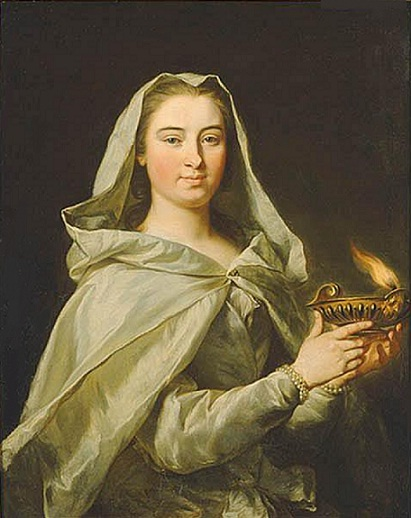
Шарлотта Спарре в роли весталки

Шарлотта вместе с супругами Тессин входила в свиту, сопровождавшую Луизу Ульрику Прусскую из Пруссии в Швецию после её брака с кронпринцем Адольформ Фредриком в 1744 году. В 1744—1748 годах она служила фрейлиной Луизы Ульрики. Некоторое время участвовала в любительской театральной труппе Луизы Прусской (Lovisa Ulrikas amatörteatersällskap), которая исполняла французские пьесы при королевском дворе в замке Ульриксдаль.
Позже Шарлотта Спарре служила старшей фрейлиной у Софии Магдалены Датской, супруги шведского короля Густава III (с 1767 по 1795 год). Она присутствовала при крещении наследного принца Густава IV в 1778 году и при рождении принцессы в 1782 году.
Состояние здоровья Шарлотты заставляли её проводить всё больше времени на отдыхе в своих комнатах, её положение при дворе стало простой формальностью, и она потеряла должность в 1795 году. На смену ей пришла Хедвиг Катарина Пипер. Дочери в знак солидарности с матерью также покинули двор.
Умерла 20 декабря 1795 года в Стокгольме.
Портреты Шарлотты Спарре были написаны многими художниками и хранятся в различных музеях Европы.

### Семья
18 февраля 1748 года Шарлотта Спарре вышла замуж за королевского överhovjägmästare графа Карла Рейнхолда фон Ферзена. У них родились:
- Ульрика Элеонора (1749—1810),
- София Шарлотта (1751—1774),
- Кристина Августа (1754—1846),
- Шарлотта Фредерика (1756—1810),
- Ева Хелена (1759—1807).